# Seroplas
Die Seroplas Gesellschaft für Plasmaforschung und Plasmagewinnung GmbH war ein Plasmapherese-Unternehmen. Seroplas gehörte zwischen 1976 und 1992 zu Hoechst. Nach der Fusion der Hoechst AG mit Rhône-Poulenc wurde Seroplas in Aventis Bio-Services (Seroplas) GmbH umbenannt. Die Pharmasparte von Aventis gehört heute zu Sanofi.

## Geschichte
Seroplas wurde 1971 gegründet, eine Plasmapherese wurde im selben Jahr in Wien eröffnet. 1977 wurde die Plasmaspendezentrale auf Anordnungen der Gesundheitsbehörden sowie gesetzlicher Änderungen geschlossen.
Ab 1972 war das Deutsche Grüne Kreuz der wichtigste Gesellschafter, 1976 wurde das Unternehmen von Hoechst übernommen.

## Hepatitis-Skandal
In den 1990er-Jahren war die Firma in Österreich in einen Plasmaspendenskandal verwickelt. Patienten waren von einer Hepatitis-Infektion betroffen. 2001 endete der Prozess mit einem Vergleich. Die 259 Infizierten erhielten 7,5 Millionen Euro (in etwa 100 Millionen öS), ursprünglich wollte man allerdings 75 Millionen Euro (in etwa 1 Milliarde Schilling) einklagen.